# طب الأعصاب بالمعالجة اليدوية
طب الأعصاب بالمعالجة اليدوية (Chiropractic Neurology) هو تخصص فرعي من ممارسة المعالجة اليدوية. يوجد في الوقت الحالي 10 تخصصات فرعية معترف بها من قبل الجمعية الأمريكية للمعالجة اليدوية (ACA). تشمل هذه التخصصات المعتمدة التصوير التشخيصي وإعادة التأهيل والعلاج بالإبر والتغذية السريرية وتشخيص الاضطرابات الداخلية وإدارتها وجراحة العظام والأعصاب السريرية والعلوم الجنائية وطب الأطفال والمعالجة اليدوية والطب الرياضي. يُعرف أحد معاهد التدريب الرائدة التابعة لمجلس طب الأعصاب بالمعالجة اليدوية طبيب الأمراض العصبية للمعالجة اليدوية بأنه الشخص الذي يوفر طريقة الاستشارة كما هي في طب الأمراض العصبية، مع فارق كبير يتمثل في تنفيذ العلاج والتطبيقات دون استخدام العقاقير أو الجراحة.

## تصديق المجلس
في الوقت الحالي، يوجد مجلسان لطب الأعصاب بالمعالجة اليدوية يقومان بالتصديق في الولايات المتحدة، وهما المجلس الأمريكي لطب الأعصاب بالمعالجة اليدوية (ACNB) والمجلس الدولي لطب الأعصاب بالمعالجة اليدوية: رغم الناحية التاريخية التي تنم عن وجود إجمالي خمسة مجالس لطب الأعصاب تقوم بالتوثيق: مركز التغذية الأمريكي للمعالجة اليدوية(ACBN) وجمعية التغذية الأمريكية للمعالجة اليدوية (ACAN) والأكاديمية الأمريكية لطب الأعصاب بالمعالجة اليدوية (ACNB) والمجلس الدولي لطب الأعصاب بالمعالجة اليدوية (IBCN) والمجلس الكندي لطب الأعصاب بالمعالجة اليدوية (CBCN). كان المجلس الأمريكي لطب الأعصاب بالمعالجة اليدوية (ACBN)، الذي يعد أول مجلس لطب الأعصاب بالمعالجة اليدوية، شركة خاصة أصدرت شهادة دبلومة خاصة بها تعرف بدبلومة المجلس الأمريكي لطب الأعصاب بالمعالجة اليدوية (DACBN). تكون المجلس الثاني وتم إنشاء عملية الفحص والتصديق التابعة لها بالاشتراك مع المجلس القومي لمتخصصي العلاج بالمعالجة اليدوية (NBCE). خضع هذا المجلس الثاني لمشورة الجمعية الأمريكية للعلاج بالمعالجة اليدوية (ACA) وسُميَّ بالأكاديمية الأمريكية لطب الأعصاب بالمعالجة اليدوية (ACAN). قامت الأكاديمية الأمريكية لطب الأعصاب بالتصديق على الدبلومات التي تسمى بدبلومة الأكاديمية الأمريكية لطب الأعصاب بالمعالجة اليدوية (DACAN). بعد ذلك، حلت الأكاديمية الأمريكية للمعالجة اليدوية (ACA) محل الأكاديمية الأمريكية لطب الأعصاب بالمعالجة اليدوية (ACAN) وحل بدلًا منها المجلس الأمريكي لطب الأعصاب بالمعالجة اليدوية والتي كانت في الأساس مزيجًا من المجلس الأمريكي لطب الأعصاب بالمعالجة اليدوية والأكاديمية الأمريكية لطب الأعصاب بالمعالجة اليدوية وسمحت بالاعتراف بالدبلومات السابقة في ظل وجود المجلس الجديد(ACNB) وكون بعض الأعضاء السابقين في المجلس الأمريكي لطب الأعصاب بالمعالجة اليدوية مجلسًا رابعًا يسمى المجلس الدولي لطب الأعصاب بالمعالجة اليدوية. عرضت كلية لوجان ( Logan College) للمعالجة اليدوية الدبلومة الخامسة التي تسمى بدبلومة المجلس الكندي لطب الأعصاب بالمعالجة اليدوية(DCBCN)

## المجلس الأمريكي لطب الأعصاب بالمعالجة اليدوية
تكون المجلس الأمريكي لطب الأعصاب بالمعالجة اليدوية نتيجة للدمج بين كل من مجلسي طب الأعصاب بالمعالجة اليدوية السابقين
والأكاديمية الأمريكية لطب الأعصاب بالمعالجة اليدوية ومجلس الجمعية الأمريكية لطب الأعصاب بالمعالجة اليدوية. وقد توسطت الأكاديمية الأمريكية للعلاج بالمعالجة اليدوية لتنفيذ هذا الدمج؛ ومن ثم لم تعتمد الأكاديمية الأمريكية للمعالجة اليدوية إلا دبلومات العلاج العصبي التالية: دبلومة الأكاديمية الأمريكية لطب الأعصاب بالمعالجة اليدوية ودبلومة مجلس الجمعية الأمريكية لطب الأعصاب بالمعالجة اليدوية ودبلومة المجلس الأمريكي لطب الأعصاب بالمعالجة اليدوية. اعتمدت الأكاديمية الأمريكية لطب الأعصاب بالمعالجة اليدوية بعد ذلك المجلس الأمريكي لطب الأعصاب بالمعالجة اليدوية واعتمدتها أيضًا بالكامل اللجنة القومية لاعتماد الوكالات (NCCA) المعتمد من قبل المنظمة الدولية لتأمين الكفاءة (NOCA). وقد أكمل المتقدمون لهذا المجلس تدريبهم التعليمي وأكملوا الحد الأدنى للساعات المعتمدة المقدر بـ 300 ساعة في المعاهد المعتمدة من قبل لجنة التعليم المستمر التابعة للجنة اعتمادات الدراسات العليا في علم الأعصاب. .
يشمل فحص توثيق دبلومة المجلس الأمريكي لطب الأعصاب بالمعالجة اليدوية جزءًا مكتوبًا وتطبيقًا عمليًا. يغطي الامتحان التحريري المادة المتعلقة باتساع وعمق 12 موضوعًا أو مجالاً، تشمل هذه المواضيع الاضطرابات المتعلقة بما يلي . : المخ وبيئته وفصوص المخ وجذع المخ والأعصاب القحفية والحبل الشوكي والجهاز العصبي المحيطي والنظام العصبي اللإرادي والمخيخ والجهاز الدهليزي والعقد القاعدية والجهاز الحوفي والعضلات والتقاطع العضلي العصبي والمستقبلات والأنظمة الحسية والأنظمة الهرمونية العصبية والتشريح العصبي والفسيولوجيا العصبية تفحص العملية الشفهية تقييمات الكفاءة للحصول على تاريخ الحالة الكامل والفحص الفيزيائي وأداء الاختبارات الخاصة وتحديد نتائج البحث الفيزيائية لأمثلة الحالة. يُقدم المجلس الأمريكي للعلاج العصبي بالمعالجة اليدوية اعتمادات خاصة بالتَشخِيص الكَهرَبائِيّ والتأهيل الدهليزي واضطرابات النمو لدى الأطفال.

## المجلس الدولي للعلاج العصبي بالمعالجة اليدوية
يتحد المجلس الدولي لطب الأعصاب بالمعالجة اليدوية مع الأكاديمية الدولية لطب الأعصاب بالمعالجة اليدوية (IACN) الذي تكون في 1 من يوليو عام 1998م. وتنحصر مسؤولية المجلس الدولي لطب الأعصاب بالمعالجة اليدوية في الإدارة الشاملة وصلاحية القياس النفسي والفحص العادل. يتم الاعتراف بدبلومات المجلس الدولي لطب الأعصاب بالمعالجة اليدوية في معظم الولايات ودول العالم ويعترف مجلس فلوريدا لطب العلاج بتقويم العمود الفقري رسميًا بدبلومات المجلس الدولي لطب الأعصاب بالمعالجة اليدوية.
يجب على المتقدمين للمجلس الدولي لطب الأعصاب بالمعالجة اليدوية إتمام 300 ساعة في الفصل الدراسي من التدريب على العلاج العصبي بعد التخرج والتي يحصل عليها أي معهد معتمد من قبل مجلس التعليم على العلاج بالمعالجة اليدوية (CCE). يشمل هيكل الفحص منهج الجزء الثاني: الجزء الأول عبارة عن 200 سؤال من الفحص التحريري والجزء الثاني عبارة عن عملية التنسيق لمجلس التعليم على العلاج بالمعالجة اليدوية.